# Sumomomo Momomo ~Chijō Saikyō no Yome~
Sumomomo Momomo ~Chijō Saikyō no Yome~ (すもももももも〜地上最強のヨメ〜) là loạt manga được thực hiện bởi Ōtaka Shinobu. Tác phẩm đã đăng trên tạp chí Young Gangan của Square Enix từ ngày 03 tháng 12 năm 2004 đến ngày 06 tháng 2 năm 2009. Cốt truyện xoay quanh một cô gái trẻ vốn là một võ sĩ mạnh, muốn cưới và sinh những đứa trẻ với một người mà cô tin là một chiến binh mạnh mẽ.
Tác phẩm sau đó được chuyển thành các loại hình truyền thông khác như anime và trò chơi điện tử. Studio Hibari đã thực hiện bộ anime và phát sóng Nhật Bản từ ngày 05 tháng 10 năm 2006 đến ngày 15 tháng 3 năm 2007 với 22 tập và 2 tập thêm khi phát hành DVD.

## Tổng quan

### Sơ lược cốt truyện
Sumomomo Momomo là câu chuyện xoay quanh cuộc sống của Inuzuka Kōshi, một học sinh trung học bình thường người có ý định sẽ trở thành công tố viên sau khi tốt nghiệp. Một ngày nọ một cô gái lạ tên Kuzuryū Momoko xuất hiện và nói rằng họ đã được hứa hôn và sẽ tạo ra một đứa bé mạnh mẽ cùng nhau cho dù Kōshi không chấp nhận điều đó. Việc hứa hôn được thực hiện khi cha của Kōshi và của Momoko giao đấu với nhau đi đến việc chấp nhận việc hứa hôn giữa hai đứa con của họ. Sau khi Kōshi nói chuyện với Momoko thì Kōshi nhận thấy rằng Momoko chỉ là một cô gái không phải bình thường và có điều hơi kì quặc nhất là khi cô lại đi cùng cha lên núi luyện võ về một loại võ thuật mà chỉ có mười hai gia đình tại Nhật Bản có thể học được. Mười hai môn phái tương ứng với mười hai con giáp của Trung Hoa. Momoko đến từ gia đình luyện môn phái rồng, còn gia đình của Kōshi là môn phái sói. Gia đình phái rồng là gia đình gia đình đứng đầu trong sáu gia đình phía Tây, còn gia đình phái sói là gia đình gia đình đứng đầu trong sáu gia đình phía Đông.
Trước khi đó năm trong số sáu gia đình phía Tây đã thống nhất ám sát Kōshi để ngăn không cho anh lấy Momoko, việc mà sẽ làm cho mười hai gia đình gắn kết với nhau bằng máu. Việc ám sát bắt đầu một cuộc chiến giữa các gia đình, đã có bảy cuộc chiến giữa mười hai bậc thầy võ thuật của các môn phái tại Nhật Bản. Kōshi giờ đây phải chiến đấu vì sự sống của mình (Kōshi không hề biết võ) và Momoko bảo vệ anh ta hy vọng rằng sẽ Kōshi sẽ đáp lại tình cảm của mình.

### Nhân vật

#### Chính

Các nhân vật chính (từ trái sang phải): Tenka, Sanae, Kōshi, Momoko, Iroha, và Hanzō.

Inuzuka Kōshi (犬塚 孝士, いぬづか こうし)
Lồng tiếng bởi: Takahashi Hiroki
Kōshi học sinh trung học 17 tuổi đẹp trai thông minh nhưng có thể chất yếu và không biết võ, là con trai của Inuzuka Unken bậc thầy võ thuật là một trong mười hai bậc thầy về môn phái võ công của mười hai con giáp. Gia đình của anh thuộc môn phái sói. Tuy nhiên đi ngược lại với mong muốn cha Kōshi không muốn dính dáng đến võ thuật. Anh đã từ chối luyện tập cho dù có bị bắt nạt khi còn nhỏ điều mà làm cho cậu ta bị tê liệt mỗi khi thấy bạo lực. Anh ta muốn trở thành một công tố viên việc mà anh ta có thể trừng trị tội phạm một cách hiệu quả hơn. Vì thế anh ta luôn mang mình theo và đọc một cuốn sách về quy định và luật pháp của Nhật Bản. Bất cứ khi nào Kōshi thấy mình bị vướng vào một cuộc đánh nhau anh ta luôn vận dụng luật pháp như vũ khí của mình về hậu quả của việc đi ngược lại luật pháp, việc đó có thể ngăn được bạo lực tuy nhiên không phải lúc nào cũng thành công. Anh ta tin răng võ thuật không thể chống lại tội phạm một cách hiệu quả như quyền lực của luật pháp khi chống lại kẻ thù.
Vào tập anime cuối là sức mạnh của Kōshi đã bị khóa bởi mẹ của cậu ta khi cậu ta còn nhỏ, người muốn bảo vệ đứa con duy nhất của mình khỏi những nguy hiểm mà thế giới võ thuật của chồng mình có thể mang lại. Bà tin rằng Kōshi có tố chất hiền lành điều sẽ làm cho cậu hối tiếc nếu phải chiến đấu. Tuy nhiên việc khóa sức mạnh của Kōshi khiến cho cậu ta trở nên vô dụng không thể sử dụng được võ thuật và bị bắt nạt cũng như không thể tự bảo vệ mình khỏi các sát thủ muốn ám anh ta, hầu hết anh ta dựa vào Momoko. Vào tập cuối sức mạnh của Kōshi đã tự giải thoát chính nó với ý chí của anh ta về việc phải bảo vệ cho Momoko và bạn của mình khỏi kẻ thù dù vậy anh ta không sử dụng sức mạnh này để chống lại kẻ thù, Momoko đã giải quyết dứt điểm tất cả các kẻ thù chúng đang trở nên sợ hãi và mất tập trung khi thấy sức mạnh của Kōshi đang dần thoát ra khỏi phong ấn cùng sự khát máu và sự lạnh lùng hiện rõ trên anh ta.
Sau việc đó Kōshi lại càng không muốn dính dáng đến võ thuật hay cuộc chiến giữa các môn phái và không muốn sức mạnh của mình thoát ra lần nữa, mà thay vào đó anh ta càng tập trung vào việc học tập hơn. Tuy nhiên anh ta tự nói với mình rằng "Tôi thấy, tôi không thể phủ nhận được nữa về việc cuộc sống bình thường của tôi không thể thoát ra khỏi cô ta". Cũng như các sát thủ và kẻ thù mới tiếp tục được cử theo anh ta.
Kuzuryū Momoko (九頭竜 もも子, くずりゅう ももこ)
Lồng tiếng bởi: Kano Yui
Momoko là một cô gái kỳ lạ và hiếu động đi chân đất tuy nhiên cô bắt đầu mang giày khi đến trường sau khi Kōshi mua cho cô một đôi. Cô gái trẻ này học một môn phái võ thuật chỉ có truyền nhân của các bậc thầy võ sư phái mười hai con giáp của Nhật Bản mới có thể học được. Gia đình của cô thuộc môn phái rồng. Momoko muốn trở thành vợ của Kōshi và sinh ra những đứa bé trai mạnh mẽ cùng nhau, vì cha của cô nói rằng vì cô là con gái nên không thể sử dụng được các tuyệt kỹ võ công gia truyền một cách hiệu quả. Ban đầu cô có một mối quan hệ kỳ lạ với Kōshi vì Kōshi luôn muốn tránh việc kết hôn sớm nên luôn luôn đề cao cảnh giác với cô, khi Momoko chuyển vào học chung trường với Kōshi thì anh ta lại thống nhất với Momoko là trong trường cô sẽ coi như là em họ của Kōshi để tránh các tin đồn. Tuy nhiên Momoko rất kiên nhẫn với việc tự xem mình như đã cưới Kōshi vì thế cô luôn cố gắng làm mọi việc cho Kōshi vui lòng. Cô luôn gọi Kōshi và kết thúc bằng "Dono" vì cô có sự kính trọng rất lớn với anh ta. Võ công của Momoko rất đáng nể so với tuổi của cô ta và nó rất hữu dụng trong việc bảo vệ Kōshi khỏi các sát thủ. Tuy nhiên Kōshi luôn sử dụng những kiến thức về luật pháp và trí thông minh để tự bảo vệ mình còn nếu không được thì Momko sẽ bảo vệ cho anh ta. Momoko có thể làm bất cứ việc gì để bảo vệ cho Kōshi vì cô rất yêu anh ta và luôn luôn tin tưởng vào anh ta. Momoko có thể nói là bách chiến bách thắng với các kẻ thù dù gặp rất nhiều khó khăn tuy nhiên với trận chiến cuối cô đã nhờ vào sự giúp đỡ và một phần sức mạnh được giải phóng của Kōshi để có thể chiến thắng kẻ thù.
Miyamoto Iroha (巳屋本 いろは, みやもと いろは)
Lồng tiếng bởi: Miyazaki Ui
Iroha là một cô gái trẻ mười lăm tuổi là thành viên của gia đình của môn phái rắn. Gia đình Miyamoto vốn một lần là một băng yakuza đáng sợ tuy nhiên sức mạnh danh tiếng và các thành viên của nó ngày càng bị thu nhỏ lại dưới sự chỉ huy của cha của Iroha với bản tính tốt bụng ông ta không thể kêu gọi được sự trung thành đối với tội phạm. Iroha cùng người cấp dưới của mình là Hanzō cùng nhau quyết định đi xa và cố gắng ám sát Kōshi để có thể khôi phục lại thanh danh cho gia đình, vốn đã từng là một môn phái đáng sợ nhất trong số mười hai con giáp bằng việc giết Kōshi, tuy nhiên nó đã bị ngăn cản bởi Momoko. Dù vậy sau khi gặp Kōshi, với trí thông minh và bản chất tốt của mình anh ta đã chỉ ra con đường mới cho gia đình Miyamoto, và Momoko cũng đã ca ngợi sự ngoan cường của Iroha và nói rằng cô nên tiếp tục đi theo con đường của một sát thủ sau khi Iroha thua và có ý định từ bỏ cuộc sống. Iroha đã trở thành bạn thân của Momoko vì thế cũng trở nên gần gũi hơn với Kōshi và dần dần có tình cảm với anh ta và thậm chí cô còn hi vọng có thể thành công trên con đường cùng với Kōshi. Iroha hy vọng có thể dành dụm được đủ tiền để có thể xây dựng lại gia đình dù vậy kế hoạch đó luôn luôn gặp rắc rối với Hanzō người luôn chi tiền một cách tùy tiên và bà chủ nhà trọ người luôn làm họ khiếp sợ mỗi khi đến hạn trả tiền trọ.
Hanzō (半蔵, はんぞう)
Lồng tiếng bởi: Suzuki Chihiro
Hanzō là người cấp dưới của Iroha trong việc ám sát Kōshi. Khi mà Iroha đã từng một lần cứu mạng Hanzō nên anh ta quyết định sẽ làm theo mọi mệnh lệnh của cô ta. Mặc dù Iroha đánh giá cao Hanzō anh ta là người duy nhất thuộc gia đình Miyamoto luôn ở bên cô. Việc này bởi vì anh ta luôn luôn ngưỡng mộ Iroha và cho cô là ví dụ để anh ta tự luyện tập cho chính mình. Cũng bởi vì Hanzō cũng có những tình cảm đối với Iroha. Tuy nhiên xui cho anh chàng là Iroha luôn coi anh ta như anh trai và với việc cô bắt đầu có tình cảm với Kōshi thì việc tiến tới tình cảm lãng mạn là đều không bao giờ có thể xảy ra. Vì thế nên Hanzō luôn ganh tị với Kōshi nhưng cũng là bạn của anh ta (Hanzō cũng bảo vệ Kōshi một số lần tuy nhiên với sự vụng về của mình trông giống như anh ta làm cho kẻ thù bị rối hơn) và luôn hi vọng rằng Kōshi sẽ cưới Momoko như thế anh ta có thể thế chỗ Kōshi trong lòng của Iroha. Vì thế Hanzō luôn tìm cách tách Iroha ra và kéo Momoko lại gần Kōshi.
Nakajima Sanae (中慈馬 早苗, なかじま さなえ)
Lồng tiếng bởi: Hirano Aya
Sanae là một nữ học sinh trung học cũng là bạn của Kōshi. Cô cũng là người đại diện lớp. Mọi người không biết đến cô, nhưng cô có thể chuyển thành một người hùng có tên Tenchū Senshi Uma Kamen. Là tên mà cô sử dụng khi chiến đấu như một siêu anh hùng. Sanae là cháu gái của bà chủ nhà trọ nơi mà Iroha và Hanzō ở (sau này có thêm Kōshi và Momoko). Cả bà chủ nhà trọ và Sanae đều là truyền nhân của môn phái chiến mã trong mười hai con giáp. Khi được lựa chọn làm người bảo vệ cho người thừa kế của gia đình Inuzuka (tức Kōshi), Sanae được đưa cho trang phục của dòng họ để có thể làm tăng sức mạnh cho người mặc nó. Dù vậy bộ trang phục này trong khá giống với đồ tắm chỉ có điều có vẻ hơi "thiếu vải" vì trong gia tộc Nakajima đá là trọng tâm của môn phái thiên mã vì thế sẽ có tác dụng hơn nếu Sanae chẳng mang gì ngoài đôi giày được thiết kế riêng cho chiến đấu. Không cần phải nói Sanae rất xuất hổ khi phải mặc trang phục này tuy nhiên với việc đeo mặt nạ chẳng ai nhận ra cô và việc xấu hổ khiến cho sức chiến đấu của cô tăng lên nhiều lần.
Sanae có tình cảm với Kōshi, tình cảm đó có từ khi anh ta trở thành người bạn thân đầu tiên của cô ta tuy nhiên cô là người của gia đình Nakajima vốn dưới quyền của gia tộc Inuzuka, cô có nhiệm vụ bảo vệ cho Kōshi trong bóng tối và không thể phát triển mối quan hệ hơn được. Sanae phải giúp cho việc hứa hôn giữa Kōshi và Momoko được thành công cho dù nó có làm cho cô bị tổn thương. Cũng giống như Iroha, Sanae giúp cho Momoko và Kōshi vì cô nghĩ Momoko thích hợp hơn với Kōshi. Và việc lại còn tệ hơn khi mà bà của Sanae đề nghị cô lấy một người mà phù hợp với hầu hết phụ nữ trong gia đình Nakajima qua mọi thế hệ đó là vai u thịt bắp. Tuy nhiên Sanae lại sợ những người to lớn với cơ bắp cuồn cuộn từ hồi còn bé cô thích những người có thân hình nhỏ gọn và thông minh (hoàn toàn khớp với Kōshi) và kết cục Sanae đã hạ đo ván hôn phu của mình trong lần đầu tiên ra mắt trong sự sợ hãi tột độ.
Koganei Tenka (虎金井 天下, こがねい てんか)
Lồng tiếng bởi: Kusao Takeshi
Tenka là truyền nhân của gia đình theo môn phái cọp và được cử đi để ám sát Kōshi. Vì anh ta luyện tập theo môn phái cọp của gia đình nên các thói quen và tính nết của anh ta trở nên gần giống mèo(?), thích chơi với các đồ vật, anh ta luôn luôn mang theo mình một quả bóng mà anh đặc tên là "Becky" (ベッキー, Bekkī) nói theo bất cứ cách nào thì Becky có thể nói chuyện với Tenka mà chỉ có Tenka nghe được. Khi còn nhỏ Tenka đã bị Momoko đánh bại và Momoko nói sẽ đồng ý lấy anh ta nếu như Tenka trở thành một chiến binh mạnh mẽ nhất. Vì thế Tenka đã thách đấu với Kōshi để có thể gây được sự chú ý của Momoko, tuy nhiên với trí thông minh của mình Kōshi đã phát hiện ra bản chất giống mèo của Tenka và tận dụng nó để hạ gục Tenka trong trận đấu bóng mà không hề phải dùng đến sức mạnh. Sau đó Tenka có một trận đọ sức tay đôi với Momoko để xem ai mạnh hơn sau nhiều năm không gặp mặt. Tenka trở về báo cho Momoko rằng sẽ có một người trong gia đình anh ta sẽ đến và ám sát Kōshi cũng như đọ sức với Momoko. Tenka có tình cảm với Momoko từ khi còn nhỏ nên sau khi đọ sức và thất bại anh ta luôn ở quanh Kōshi và Momoko, tìm cách tách Momoko ra và kéo bất cứ ai (hầu như luôn là Iroha) lại gần Kōshi.
Inōe Shintarō (猪野上 進太郎, いのうえ しんたろう)
Endō Yūsuke (猿藤 優介, えんどう ゆうすけ)

#### Võ sĩ
Inuzuka Unken (犬塚 雲軒, いぬづか うんけん)
Lồng tiếng bởi: Genda Tesshō
Unken là cha của Kōshi và là một võ sư bậc thầy người muốn con trai đi theo vết chân của mình để trở thành người kế của gia đình theo môn phái sói. Với việc Kōshi từ chối học võ và muốn trở thành một công tố viên, ông muốn Kōshi lấy Momoko và sinh ra những đứa bé càng nhanh càng tốt. Ông là đối thủ và cũng là bạn thân của Sendayu hai người đã hứa hôn cho con của mình với nhau.
Kuzuryū Sendayu (九頭竜 千太夫, くずりゅう せんだゆう)
Lồng tiếng bởi: Hōki Katsuhisa
Sendayu là cha của Momoko là một võ sư bậc thầy của môn phái rồng. Người muốn Momoko lấy Kōshi và sinh ra những đứa bé trai có thể làm chủ được tất cả các tuyệt kỹ của môn phái vì ông cho rằng Momoko là phụ nữ nên không thể học hết các tuyệt kỹ một cách hoàn hảo.
Nakajima Hikaru (中慈馬 ヒカル, なかじま ヒカル)
Lồng tiếng bởi: Ueda Yōji
Koganei Tenga (虎金井 天我, こがねい てんが)
Lồng tiếng bởi: Okuda Keijin
Koganei Tenten (虎金井 天々, こがねい てんてん)
Lồng tiếng bởi: Nazuka Kaori
Koganei Tenrei (虎金井 天礼, こがねい てんれい)
Lồng tiếng bởi: Kawada Shinji
Koganei Tenchi (虎金井 天智, こがねい てんち)
Lồng tiếng bởi: Ishikawa Shizuka
Nakajima Kimie (中慈馬 キミエ, なかじま キミエ)
Lồng tiếng bởi: Komiya Kazue
Nikkō Bosatsu (日光菩薩, にっこうぼさつ)
Endō Mikihisa (猿藤 幹久, えんどう みきひさ)
Koganei Sōten (虎金井 蒼天, こがねい そうてん)
Inōe Mōtatsu (猪野上 猛達, いのうえ もうたつ)
Iroha no Chichi (いろはの父)
Kinji (金次, きんじ)
Ginji (銀次, ぎんじ)
Inuzuka Shino (犬塚 信乃, いぬづか しの)
Lồng tiếng bởi: Katō Yūko
Kogane Ikue (虎金井 いくえ, こがねい いくえ)
Endō Tsuyoshi (猿藤 つよし, えんどう つよし)

#### Khác
Nittai Daigorō (日体 大五郎, にったい だいごろう)
Lồng tiếng bởi: Shimura Tomoyuki
Sakisaka Hayato (咲坂 隼人, さきさか はやと)
Saigō Katsuyuki (西郷 勝行, さいごう かつゆき)
Lồng tiếng bởi: Kawano Taketoshi
Katsuyuki là một nhân vật phụ học chung trường với Kōshi. Anh ta có vẻ ngoài rất "ngầu" với cơ bắp cuồn cuộn và luôn đeo một cặp kiếng đen. Với vẻ ngoài cứng rắn và lạnh lùng nhưng bên trong lại có một trái tim rất dễ rung động, anh ta rất yêu mèo và luôn cho một chú mèo ăn. Anh ta còn là người rất lãng mạn lần đầu tiên gặp Uzuki Alice anh ta bảo vệ cho cô khỏi một nhóm sát thủ mà không hề màn tới sự an toàn của bản thân. Sau đó anh đã bảo vệ cho Kōshi không bị dây đàn của Alice đánh trúng. Katsuyuki đã phải lòng Alice và với sự giúp đỡ của Momoko và một số sự việc xảy ra họ đã biết được sự sâu nặng trong tình cảm của chính mình. Cuối cùng Katsuyuki đã để cho Alice ra đi để thực hiện giấc mơ của cô. Sau này Katsuyuki cũng đã trở thành bạn của Kōshi.

#### Anime
Uzuki Alice (卯月 アリス, うづき アリス)
Lồng tiếng bởi: Mi~ko
Alice là nhân vật chỉ có trong phim hoạt hình là thành viên của gia đình Uzuki thuộc phái thỏ. Cô hay đeo một cái kẹp tóc có đôi tai thỏ gắn trên đó sau mỗi lần chiến đấu. Khi mà gia đình Uzuki bắt đầu bị vướng vào việc ám sát Kōshi và Alice được cử đi như người gỏi nhất mà họ có, Alice trốn khỏi gia đình vì cô có ước mơ sẽ trở thành một nhạc sĩ. Tuy nhiên sau khi kết bạn với Katsuyuki cô bị gia đình đe dọa là nếu không ám sát Kōshi thì Katsuyuki sẽ gặp nguy hiểm, vì thế cô phải tìm cách ám sát Kōshi. Tuy nhiên chính Katsuyuki đã ngăn Alice ám sát Kōshi vì anh không muốn Alice đi vào con đường mà cô không muốn và thực hiện ước mơ của mình là trở thành nhạc sĩ. Cùng với tất cả bạn của Kōshi cùng Momoko tất cả đã hạ mọi thành viên mà gia đình Uzuki cử theo sau Katsuyuki cũng như làm cho Alice tự tin hơn về việc không còn phụ thuộc vào gia đình Alice khi lên đường sang Pháp để học âm nhạc.
Kameda Inaho (亀田 稲穂, かめだ いなほ)
Lồng tiếng bởi: Inōe Kikuko
Miyazawa Rumi (宮沢 ルミ, みやざわ ルミ)
Lồng tiếng bởi: Matsurai Miyū
Kimogari (キモガリ)
Lồng tiếng bởi: Ueda Yūji
Zashiki Babā (座敷ババア, ざしきババア)
Lồng tiếng bởi: Mayama Ako
Ayatsuji Kinu (綾辻 絹, あやつじ きぬ)
Lồng tiếng bởi: Toyoguchi Megumi
Yūki Chizuru (酉木 千鶴, ゆうき ちづる)
Lồng tiếng bởi: Kozakura Etsuko

#### Trò chơi điện tử
Mitsuki Ruka (美月 瑠花, みづき るりか)
Lồng tiếng bởi: Ōhara Sayaka
Mitsuki Ayaka (美月 彩花, みづき あやか)
Lồng tiếng bởi: Nakajima Saki
Mitsuki Moeka (美月 萌花, みづき もえか)
Lồng tiếng bởi: Ishige Sawa
Mitsuki Shin-ra (美月 臣羅, みづき しんら)
Lồng tiếng bởi: Akimoto Yōsuke
Arinko (アリンコ)
Okoto (お琴, おこと)
Lồng tiếng bởi: Nakamura Tomoko
Setsuna (刹那, せつな)
Lồng tiếng bởi: Ishige Sawa

## Truyền thông

### Manga
Bộ Sumomomo Momomo lần đầu tiên được in trên tạp chí Young Gangan năm 2004 được phát hành bởi Square Enix. Các chương sau đó đã được tập hợp lại và phát hành thành 12 tankōbon. Yen Press đã đăng ký bản quyền phiên bản tiếng Anh cho việc phát hành bản tiếng Anh ở Bắc Mỹ, Kurokawa đăng ký tại Pháp, JPop giữ bản quyền tại Ý và Sharp Point Press đăng ký tại Đài Loan.

### Anime
Studio Hibari đã thực hiện chuyển thể anime của tác phẩm với sự đạo diễn của Nakanishi Nobuaki và phát sóng từ ngày 05 tháng 10 năm 2006 đến ngày 15 tháng 3 năm 2007 tại Nhật Bản với 22 tập trên kênh TV Asahi sau đó phát lại trên các kênh Asahi Broadcasting Corporation, Nagoya Broadcasting Network và AT-X. Hai tập OVA đã được thực hiện để phát hành chung với phiên bản DVD của bộ anime.
Các tập phim
| #  | Tựa                                                        | Ngày chiếu đầu tiên |  |
| -- | ---------------------------------------------------------- | ------------------- |  |
|    |                                                            |                     |  |
| 01 | "Chijou Saikyou no Iinazuke" (地上最強の許婚)              | 05/10/2006          |  |
| 02 | "Tennen Bakuretsu Shōjo" (天然爆熱少女)                    | 12/10/2006          |  |
| 03 | "Doubutsuen de Tsukamaete" (動物園でつかまえて)            | 19/10/2006          |  |
| 04 | "Jinginaki Ansatsu keikaku" (仁義なき暗殺計画)             | 26/10/2006          |  |
| 05 | "Gekitotsu! Momoko VS Iroha" (激突!もも子VSいろは)         | 02/11/2006          |  |
| 06 | "Tora no Shikaku, Arawaru!" (虎の刺客、現る!)              | 09/11/2006          |  |
| 07 | "Mienai Kizuna" (見えない絆)                               | 16/11/2006          |  |
| 08 | "Arashi o Yobu Kouhai" (嵐を呼ぶ後輩)                      | 23/11/2006          |  |
| 09 | "Hiren no Hiiroo Onna" (悲恋のヒーロー女)                  | 30/11/2006          |  |
| 10 | "Sanae no Iinazuke Arawaru" (早苗の許嫁現る)               | 07/12/2006          |  |
| 11 | "Tenchuu Senshi Uma Kamen, Sanjō" (天誅戦士ウマ仮面、参上) | 14/12/2006          |  |
| 12 | "Kaze no Hi, Hanzō no Baai" (風邪の日、半蔵の場合)         | 21/12/2006          |  |
| 13 | "Raibaru Taiketsu! Uma to Kame" (ライバル対決!ウマとカメ)  | 11/01/2007          |  |
| 14 | "Obakeyashiki no Koi Sōdō" (お化け屋敷の恋騒動)            | 18/01/2007          |  |
| 15 | "Saigō no Koi" (西郷の恋)                                  | 25/01/2007          |  |
| 16 | "Kentaiki no Kowashikata" (倦怠期の壊し方)                 | 01/02/2007          |  |
| 17 | "Gekitou! Tora no Kyoudai" (激闘!虎の兄弟)                 | 08/02/2007          |  |
| 18 | "Yaminabe de Kangeikai !?" (ヤミ鍋で歓迎会!?)              | 15/02/2007          |  |
| 19 | "Kaseifu ga Kita !" (家政婦が来た!)                        | 22/02/2007          |  |
| 20 | "Unmei o Tomo ni..." (運命を共に...)                       | 01/03/2007          |  |
| 21 | "Sorezore no Omoi..." (それぞれの思い...)                  | 08/03/2007          |  |
| 22 | "Itsumo no Hibi e" (いつもの日々へ)                        | 15/03/2007          |  |
| 23 | "Onsen Dokusen Love Gassen" (温泉 独占 ラブ合戦)           | 24/08/2007          |  |
| 24 | "Sarawa Reta Kōshi!" (さらわれた孝士!)                     | 24/08/2007          |  |

### Internet Radio
Một chương trình phát thanh trên mạng có tựa Sumomo Radio (すももらじお) đã phát sóng trên trang mạng của Lantis web radio và BEAT☆Net Radio! từ ngày 22 tháng 9 năm 2006 đến ngày 14 tháng 9 năm 2007 với 33 chương trình cùng một chương trình đặc biệt. Người dẫn chương trình chính là các nhân vật Kuzuryū Momoko, Nakajima Sanae và Miyamoto Iroha.

### Trò chơi điện tử
Marvelous Interactive đã phát triển một trò chơi điện tử cho hệ PlayStation 2 có tựa Sumomomo Momomo ~Chijō Saikyō no Yome〜 Keishō Shimasho!? Koi no Hana Muko Sōdatsu-sen!! (すもももももも〜地上最強のヨメ〜 継承しましょ!? 恋の花ムコ争奪戦!!) thuộc thể loại phiêu lưu và phát hành vào ngày 21 tháng 6 năm 2007. Các cuộc chiến đấu thường là một chọi một và lựa chọn của các cuộc đàm thoại ảnh hưởng rất lớn đến sự tiến triển của cốt truyện. Cốt truyện nói về chuyến đi của các nhân vật chính đến Kyoto để tìm kiếm một cuốn sách chứa các thông tin mật sau khi nhà của hai nhân vật chính đang ở bị cháy.

### Âm nhạc
Bộ anime có 5 bài hát chủ đề, 2 mở đầu và 3 kết thúc. Bài hát mở đầu thứ nhất có tên Saikyou ○× Keikaku (最強○×計画) do MOSAIC.WAV trình bày, đĩa đơn chứa bài hát đã phát hành vào ngày 25 tháng 10 năm 2006. Bài hát mở đầu thứ hai có tên Setsujou! Hyakka Ryouran (切情!佰火繚乱) do cũng do MOSAIC.WAV trình bày, đĩa đơn chứa bài hát đã phát hành vào ngày 24 tháng 1 năm 2007. Bài hát kết thúc thứ nhất có tên No Rock No Life do Honey Bee trình bày, đĩa đơn chứa bài hát đã phát hành vào ngày 22 tháng 11 năm 2006. Bài hát kết thúc thứ hai là bài Mousou Break (妄想ブレイク) do Orihime Yozora và AiAi trình bày, đĩa đơn chứa bài hát đã phát hành vào ngày 21 tháng 2 năm 2007. Bài hát kết thúc thứ ba là bài GOOD LUCK do Mi~ko trình bày. Album chứa các bản nhạc dùng trong bộ anime đã phát hành vào ngày 2 tháng 4 năm 2007.
Ba album chứa các bài hát do các nhân vật trình bày đã phát hành từ ngày 21 tháng 12 năm 2006 đến ngày 27 tháng 6 năm 2007.
| Saikyou ○× Keikaku (最強○×計画) | Saikyou ○× Keikaku (最強○×計画)                           | Saikyou ○× Keikaku (最強○×計画) |
| STT                             | Nhan đề                                                   | Thời lượng                      |
| ------------------------------- | --------------------------------------------------------- | ------------------------------- |
| 1.                              | "Saikyou ○× Keikaku (最強○×計画)"                         | 4:05                            |
| 2.                              | "DICE★KI♪"                                                | 4:37                            |
| 3.                              | "Saikyou ○× Keikaku [off vocal] (最強○×計画 [off vocal])" | 4:04                            |
| 4.                              | "DICE★KI♪ [off vocal]"                                    | 4:35                            |
| Tổng thời lượng:                | Tổng thời lượng:                                          | 17:21                           |

| Setsujou! Hyakka Ryouran (切情!佰火繚乱) | Setsujou! Hyakka Ryouran (切情!佰火繚乱)                                 | Setsujou! Hyakka Ryouran (切情!佰火繚乱) |
| STT                                      | Nhan đề                                                                  | Thời lượng                               |
| ---------------------------------------- | ------------------------------------------------------------------------ | ---------------------------------------- |
| 1.                                       | "Setsujou! Hyakka Ryouran (切情!佰火繚乱)"                               | 4:18                                     |
| 2.                                       | "Akiba in Wonderland (アキバ in ワンダーランド)"                         | 5:04                                     |
| 3.                                       | "Setsujou! Hyakka Ryouran (off vocal) (切情!佰火繚乱 (off vocal))"       | 4:18                                     |
| 4.                                       | "Akiba in Wonderland (off vocal) (アキバ in ワンダーランド (off vocal))" | 5:03                                     |
| Tổng thời lượng:                         | Tổng thời lượng:                                                         | 18:43                                    |

| No Rock No Life  | No Rock No Life                                                        | No Rock No Life |
| STT              | Nhan đề                                                                | Thời lượng      |
| ---------------- | ---------------------------------------------------------------------- | --------------- |
| 1.               | "No Rock No Life"                                                      | 3:53            |
| 2.               | "Guitar Satsujin Jiken (ギター殺人事件)"                               | 3:54            |
| 3.               | "No Rock No Life (instrumental)"                                       | 3:52            |
| 4.               | "Guitar Satsujin Jiken (instrumental) (ギター殺人事件 (instrumental))" | 3:52            |
| Tổng thời lượng: | Tổng thời lượng:                                                       | 15:31           |

| Mousou Break (妄想ブレイク) | Mousou Break (妄想ブレイク)                                 | Mousou Break (妄想ブレイク) |
| STT                         | Nhan đề                                                     | Thời lượng                  |
| --------------------------- | ----------------------------------------------------------- | --------------------------- |
| 1.                          | "Mousou Break (妄想ブレイク)"                               | 3:51                        |
| 2.                          | "A-Girl"                                                    | 4:21                        |
| 3.                          | "Mousou Break (Instrumental) (妄想ブレイク (Instrumental))" | 3:50                        |
| 4.                          | "A-Girl (Instrumental)"                                     | 4:21                        |
| Tổng thời lượng:            | Tổng thời lượng:                                            | 16:23                       |

| TV Anime "Sumomomo Momomo ~Chijou Saikyou no Yome~" Original Soundtrack (TVアニメ「すもももももも～地上最強のヨメ～」オリジナルサウンドトラック) | TV Anime "Sumomomo Momomo ~Chijou Saikyou no Yome~" Original Soundtrack (TVアニメ「すもももももも～地上最強のヨメ～」オリジナルサウンドトラック) | TV Anime "Sumomomo Momomo ~Chijou Saikyou no Yome~" Original Soundtrack (TVアニメ「すもももももも～地上最強のヨメ～」オリジナルサウンドトラック) |
| STT | Nhan đề | Thời lượng |
| --- | --- | --- |
| 1. | "Kyoumishinshin (興味津々)" | 0:52 |
| 2. | "Momoko, Yumemiru Amai Seikatsu (もも子、夢みる甘い生活)"                                                                                        | 1:28 |
| 3. | "Momoko, Takuramu! (もも子、企む!)" | 0:45 |
| 4. | "Momoko, Nyotsi Sakari ~Mousou Comical~ (もも子、女体盛り～妄想コミカル～)"                                                                      | 1:03 |
| 5. | ""Fun Kotowaru" (「フン断る」)" | 0:51 |
| 6. | "Shock! Maji! (ショック!マジ!)" | 0:40 |
| 7. | "Momoko, Chokomaka (もも子、ちょこまか)" | 0:42 |
| 8. | "Shock Gaan! Comical (ショックガーン!コミカル)"                                                                                                  | 0:44 |
| 9. | "Shobooon,, (しょぼぉおん、、)" | 0:45 |
| 10. | "Iroke, Comical (色気、コミカル)" | 0:47 |
| 11. | "Hanzou, Itsumo no Mudadukai (半蔵、いつもの無駄遣い)"                                                                                           | 0:49 |
| 12. | "Ane-san Yurushite Kudasai yo~ (姐さん許してくださいよ～)"                                                                                       | 0:44 |
| 13. | "Bei・Yoyoyo Kyuu (悲・ヨヨヨ泣)" | 1:10 |
| 14. | "Bei・Munashisa (悲・空しさ)" | 0:47 |
| 15. | "Koi・Futsu Futsu (恋・ふつふつ)" | 0:48 |
| 16. | "Toukou (登校)" | 0:57 |
| 17. | "Suspense Shinobiashi (サスペンス忍び足))" | 0:58 |
| 18. | "Saigou no Kobun ga Karan de Kita (西郷の子分が絡んできた)"                                                                                      | 0:47 |
| 19. | "Kyofu, Yukkuri (恐怖、ゆっくり)" | 0:48 |
| 20. | "Jiken Hassei Kinchou (事件発生緊張)" | 0:41 |
| 21. | "Waza Sakuretsu "Onegai desu...Douka wo Yame Kudasaitsu" (技炸裂「お願いです…どうかおやめくださいっ」)"                                          | 1:06 |
| 22. | "Nami Ebisu Raichi Ten Musou Ryuu Okugi, Kokuryuu Morning・Destroyer (波夷羅一伝無双流奥義、黒龍モーニング・デストロイヤー)"                     | 1:01 |
| 23. | "Nami Ebisu Raichi Ten Musou Ryuu "Gekiryuu" Okugi, Momoko Gyakujou・Limit Break (波夷羅一伝無双流「激流」奥義、ももこ逆上・リミットブレイク)"   | 0:45 |
| 24. | "Koi・Setsunasa (恋・切なさ)" | 0:54 |
| 25. | "Tengoku he Kaeru Yazawa-san no Koigokoro Obake Yashiki no Koi Soudou Yori (天国へ帰る矢沢さんの恋心ーお化け屋敷の恋騒動よりー)"                 | 1:35 |
| 26. | "Koi・Akogare (恋・憧れ)" | 1:06 |
| 27. | "Kenka,,,Shoushin (ケンカ、、、傷心)" | 1:05 |
| 28. | ""Hanzou to Iroha" Tatakai wo Uketsugu Mono (「半蔵といろは」戦いを受け継ぐもの)"                                                                | 1:18 |
| 29. | ""Uma Kamen no Theme" Sanae no Otome Kokoro to Ketsui Hen (「ウマ仮面のテーマ」早苗の乙女心と決意編)"                                            | 2:40 |
| 30. | "Reikoku Shizuka na Kyoufu (冷酷静かな恐怖)" | 0:45 |
| 31. | "Fuon na Yokan (不穏な予感)" | 0:49 |
| 32. | "Tsukasa Hana Ryouran -Kessen Mae- (佰花繚乱ー決戦前ー)"                                                                                         | 1:00 |
| 33. | "Kumikyoku "Sumomo Momo" Kono Mama, Nanimo Okora Nakerebai Inoni ne (組曲「李も桃も」このまま、何も起こらなければいいのにね)"                    | 1:08 |
| 34. | "Kumikyoku "Sumomo Momo" Nani wo Nomaseta!...Masaka (組曲「李も桃も」何を飲ませた!…まさか)"                                                      | 1:37 |
| 35. | "Kumikyoku "Sumomo Momo" Byou Yori mo Fukaku Itaku, Batei ni Kizanda Ketsui (組曲「李も桃も」鋲よりも深く痛く、馬蹄に刻んだ決意)"                | 1:38 |
| 36. | "Kumikyoku "Sumomo Momo" Hime ta Omoi "Senaka Dake...Kashinasai yo" (組曲「李も桃も」秘めた思い「背中だけ…貸しなさいよ」)"                       | 1:36 |
| 37. | "Kumikyoku "Sumomo Momo" Wakarimasenka? Souiuno (組曲「李も桃も」わかりませんか?そういうの)"                                                     | 1:01 |
| 38. | "Kumikyoku "Sumomo Momo" Hokori Takaki Onna Gokoro -Momoko, Onna no Ikari- (組曲「李も桃も」誇り高き女心ーもも子、女の怒りー)"                   | 0:57 |
| 39. | "Kumikyoku "Sumomo Momo" Takashi Samurai no Hajimete no Koukai (組曲「李も桃も」孝士の初めての後悔)"                                             | 0:56 |
| 40. | "Kumikyoku "Sumomo Momo" Kureru Inochi (組曲「李も桃も」暮れる命)"                                                                               | 0:48 |
| 41. | "Kumikyoku "Sumomo Momo" Tora Kanai Tenga (組曲「李も桃も」虎金井天我)"                                                                          | 1:25 |
| 42. | "Kumikyoku "Sumomo Momo" Saigo ni Nokotta Doukoku (組曲「李も桃も」最後に残った慟哭)"                                                            | 1:15 |
| 43. | "Kumikyoku "Sumomo Momo" Kanashii Houtake (組曲「李も桃も」かなしい砲哮)"                                                                        | 1:39 |
| 44. | "Kumikyoku "Sumomo Momo" Anata to no Ashita wo! Makoto・Shouryuu Retsu Ten Shou (組曲「李も桃も」あなたとの明日を!真・昇龍裂天衝)"               | 1:06 |
| 45. | "Kumikyoku "Sumomo Momo" Takashi Dono ga Mezame ta! (組曲「李も桃も」孝士殿が目覚めた!)"                                                         | 1:39 |
| 46. | "Modotte Kitaga, Nanika Tari nai,,, (戻ってきたが、なにか足りない、、、)"                                                                        | 0:46 |
| 47. | ""Okaeri! Momoko" Soshite Nichijou he... (「おかえり!もも子」そして日常へ…)"                                                                     | 0:51 |
| 48. | ""Uma Kamen no Theme" (「ウマ仮面のテーマ」)" | 0:57 |
| 49. | "Saikyou ○× Keikaku (MOSAIC.WAV) (TV SIZE) (最強○×伝説(MOSAIC.WAV)(TV SIZE))"                                                                    | 1:30 |
| 50. | "NO ROCK NO LIFE(Honey Bee)(TV SIZE)" | 1:30 |
| 51. | "Setsujou! Hyakka Ryouran (MOSAIC.WAV) (TV SIZE) (切情!佰火繚乱(MOSAIC.WAV)(TV SIZE))"                                                           | 1:31 |
| 52. | "Mousou Break (Orihime Yozora with AiAi) (TV SIZE) (妄想ブレイク(織姫よぞら with AiAi)(TV SIZE))"                                                | 1:33 |
| Tổng thời lượng: | Tổng thời lượng: | 56:33 |

| TV Anime "Sumomomo Momomo ~Chijou Saikyou no Yome~" Character Song CD (TVアニメ『すもももももも～地上最強のヨメ～』 キャラクターソングCD) | TV Anime "Sumomomo Momomo ~Chijou Saikyou no Yome~" Character Song CD (TVアニメ『すもももももも～地上最強のヨメ～』 キャラクターソングCD) | TV Anime "Sumomomo Momomo ~Chijou Saikyou no Yome~" Character Song CD (TVアニメ『すもももももも～地上最強のヨメ～』 キャラクターソングCD) |
| STT | Nhan đề | Thời lượng |
| --- | --- | --- |
| 1. | "Jitsuryoku Aiai♥ (実力あいあい♥)" | 3:55 |
| 2. | "Otome Chikku ni Kiri Tai no (乙女ちっくに斬りたいの)"                                                                                    | 4:23 |
| 3. | "Futsuu no Koi ~Hashire! Iinchou!~ (フツウの恋 ～走れ!イインチョー!～)"                                                                   | 2:58 |
| 4. | "Jitsuryoku Aiai♥ instrumental (実力あいあい♥ instrumental)"                                                                              | 3:54 |
| 5. | "Otome Chikku ni Kiri Tai no instrumental (乙女ちっくに斬りたいの instrumental)"                                                          | 4:23 |
| 6. | "Futsuu no Koi ~Hashire! Iinchou!~ instrumental (フツウの恋 ～走れ!イインチョー!～ instrumental)"                                         | 3:00 |
| Tổng thời lượng: | Tổng thời lượng: | 22:33 |

| TV Anime "Sumomomo Momomo ~Chijou Saikyou no Yome~" Character Song CD Vol.2 (TVアニメ「すもももももも～地上最強のヨメ～」 キャラクターソングCD Vol.2) | TV Anime "Sumomomo Momomo ~Chijou Saikyou no Yome~" Character Song CD Vol.2 (TVアニメ「すもももももも～地上最強のヨメ～」 キャラクターソングCD Vol.2) | TV Anime "Sumomomo Momomo ~Chijou Saikyou no Yome~" Character Song CD Vol.2 (TVアニメ「すもももももも～地上最強のヨメ～」 キャラクターソングCD Vol.2) |
| STT | Nhan đề | Thời lượng |
| --- | --- | --- |
| 1. | "Mitsudo Motion (ミツドモエモーション)" | 4:16 |
| 2. | "Bonnou Midare Sakura Ya (煩悩乱れ桜也)" | 4:35 |
| 3. | "Good luck" | 3:30 |
| 4. | "Mitsudo Motion instrumental (ミツドモエモーション instrumental)"                                                                                     | 4:16 |
| 5. | "Bonnou Midare Sakura Ya Karaoke (煩悩乱れ桜也 カラオケ)"                                                                                             | 4:35 |
| 6. | "Good luck instrumental" | 3:29 |
| Tổng thời lượng: | Tổng thời lượng: | 24:41 |

| TV Anime "Sumomomo Momomo ~Chijou Saikyou no Yome~" Character Song CD VOL.3 (すもももももも～史上最強のヨメ～キャラクターソングCD Vol．3) | TV Anime "Sumomomo Momomo ~Chijou Saikyou no Yome~" Character Song CD VOL.3 (すもももももも～史上最強のヨメ～キャラクターソングCD Vol．3) | TV Anime "Sumomomo Momomo ~Chijou Saikyou no Yome~" Character Song CD VOL.3 (すもももももも～史上最強のヨメ～キャラクターソングCD Vol．3) |
| STT | Nhan đề | Thời lượng |
| --- | --- | --- |
| 1. | "Saikyou ○× Keikaku (最強○×計画)" | 4:07 |
| 2. | "Tara no Meuniere to Watashi (鱈のムニエルとわたし)"                                                                                      | 3:52 |
| 3. | "Flying Horse ~Uma Kamen Ai no Theme~ (Flying Horse ～ウマ仮面 愛のテーマ～)"                                                             | 5:02 |
| 4. | "Big Smile Days◎ (Bonus・track) (Big Smile Days◎ (ボーナス・トラック))"                                                                   | 4:26 |
| Tổng thời lượng: | Tổng thời lượng: | 17:27 |